# Krtek (cena)
Krtek (do roku 2006 Krteček) bylo hudební ocenění udělované každoročně od roku 1994 do roku 2011 na folkovém festivalu Zahrada v Náměšti na Hané. Tři Krtky obdržely první tři nejúspěšnější skupiny v diváckém hlasování, jednoho Krtka (v některých ročnících i dva) uděloval pořadatel festivalu (Folk & Country) a od roku 2001 Krtka získával také vítěz diváckého hlasování v soutěži písničkářů a dvojic. Soutěže o Krtka se účastnily ty skupiny (a písničkáři), které prošly konkurzem, jednalo často o mladé skupiny.

## Držitelé Krtka
| Rok  | Vítěz diváckého hlasování       | 2. místo v diváckém hlasování | 3. místo v diváckém hlasování | Cena pořadatele                | Písničkář                             |
| ---- | ------------------------------- | ----------------------------- | ----------------------------- | ------------------------------ | ------------------------------------- |
| 1994 | Ponožky Framáše Sužíka          | Corpus delicti                | Stan da Kahuda                | Jen tak                        | x                                     |
| 1995 | Rolničky                        | Pražce                        | Ajeto                         | Devítka                        | x                                     |
| 1996 | Semtex                          | Mošny                         | Jarret                        | Čtyrlístek                     | x                                     |
| 1997 | Poupata                         | Pavel Býma                    | Trní                          | Echolama a Znenadání           | x                                     |
| 1998 | Eoghan O’Reilly & Happy To Meet | Načas                         | A capella                     | Pět oříšků pro Popelku         | x                                     |
| 1999 | Mošny                           | Kvokál                        | Spirit                        | Telegraf a Blue Dogs           | x                                     |
| 2000 | Kvokál                          | Benedikta                     | Svítání                       | Cymbelín a K+K Band            | x                                     |
| 2001 | Ginevra                         | Terne čhave                   | Pětník                        | Chesed a Pexeso                | Žofie Kabelková                       |
| 2002 | Tempo di vlak                   | Exfanta                       | Acoustic Impact               | Šárka Burešová – Jan Matěj Rak | Jeroným Lešner                        |
| 2003 | Koňaboj                         | Jauvajs                       | Modrá kref                    | Zdarr                          | Žamboši                               |
| 2004 | Lístek                          | Celtic Cross                  | Bůhví                         | Hrdza                          | Martina Trchová – Karolina Skalníková |
| 2005 | Bezefšeho                       | Marien                        | Strašlivá podívaná            | Šantré                         | Tereza Terčová                        |
| 2006 | Létající rabín                  | Divozel                       | 16 strun a šmytec             | Pupkáči                        | Jana Šteflíčková                      |
| 2007 | Burana Orffchester              | Načas                         | Epy de Mye                    | Sanyland                       | Pavel Helan                           |
| 2008 | My3.avi                         | BlueGate                      | Přelet M.S.                   | Hořký kafe                     | Xindl X                               |
| 2009 | Navostro                        | I.C.Q.                        | Irish Rose                    | Jananas                        | Martin Rous                           |
| 2010 | Shivers                         | Hluční sousedé                | Zhasni                        | Jiří Míža                      | Sova & Slamák                         |
| 2011 | Bujabéza                        | Passage                       | Lucrezia Borgia               | Alibaba                        | Monty                                 |